# Leu Infinex
Leul emis de Institutul de Finanțare Externă (Infinex) au fost bancnote destinate circulației pe teritoriul Guvernământului Transnistriei, aflată sub administrația României, după Operațiunea Barbarossa, în timpul celui de-al Doilea Război Mondial.

## Istorie
În 1941, în teritoriile cucerite de Puterile Axei, în urma Operațiunii Barbarossa, ale RSS Moldovenești și RSS Ucrainene au fost formate guvernorate care au fost incluse în România: Basarabia, Bucovina, Transnistria.
Guvernul român, pentru o lungă perioadă de timp, nu a luat o decizie cu privire la introducerea leului în teritoriile nou dobândite, iar comanda germană a început să emită Reichsmark de ocupație. În circulație erau folosite rubla sovietică, Reichsmark-ului de ocupație și leul românesc, populația preferând ruble și mărci. Cursul de schimb oficial era: 1 Reichsmark = 10 ruble = 60 lei.
În septembrie 1941, a început preschimbarea rublelor cu Reichsmark, dar schimbul a fost în scurt timp suspendat. După șase săptămâni de negocieri între aliați, Reichsmark-ul de ocupație a fost, totuși, declarat singurul mijloc legal, preschimbarea fiind reluată, pentru un maxim de 1000 de ruble. Folosirea leului în Transnistria a fost interzisă, dar a continuat să fie folosit pe piața neagră. În toamna anului 1942 folosirea leului a fost permisă, însă la sfârșitul acelui an a fost din nou interzisă .
În 1941 a fost creat Institutul de Finanțare Externă (Infinex), institut de credit privilegiat, autonom, cu personalitate juridica distincta, și urma să funcționeze in cadrul administrativ al Casei Autonome de Finanțare și Amortizare (CAFA). Atribuțiile sale includeau emiterea de monedă de hârtie în teritoriul dintre Nistru și Bug. Infinex avea dreptul să emită bonuri de credit la purtator de 1 leu, 6 lei, 24 lei, 120 lei, 600 lei și 1200 lei, dar aceste însemne nu aveau dreptul de a fi deținute, introduse sau de a circula pe teritoriul României . Valorile neobișnuite se datorau cursului de schimb: 6 lei = 10 Reichspfennig = 1 rublă. 
Cu toate acestea, autoritățile române nu au putut furniza suficienți lei și, prin Decretul 3 din 29 august 1941, administrația Guvernământului Transnistriei a decis ca singura monedă valabilă să fie reichmarkul german.
Printr-un alt decret, Decretul 24 din 21 noiembrie 1941, moneda sovietică și leul românesc au fost interzise.
Potrivit unei rezoluții din septembrie 1942, germanii au fost de acord cu retragerea Reichsmark-ul de ocupație și înlocuirea lui cu o monedă nouă emisă de un institut emitent provincial, la paritatea de 1 Reichsmark pentru 60 de lei.
Guvernul german a transferat Ministerului de Finanțe 60 de milioane Reichsmark de ocupație pentru necesitățile de circulație ale Transnistriei, dar având în vedere că exploatarea acestei regiuni se făcea în beneficiul României, iar necesitățile de circulație intern și de front au fost asigurate de Reichsmak-ul de ocupație, problema punerii în circulație a biletelor Infinex a fost pur și simplu abandonată de guvernul român.
La începutul anului 1944, când victoria Germaniei a fost compromisă și frontul se afla la granițele României, autoritățile au restituit cele 60 de milioane de Reichsmark de ocupație.
       Toate bonurile Infinex au fost transportate cu două vagoane și distruse la fabrica de hârtie din Letea, în anul 1948, iar cele care se mai afla in colecțiile private sunt extrem de rare.
| Imagine                                          | Denumire (lei) | Dimensiuni (mm) | Culoare principală | Descriere                   | Descriere                                                                 | Descriere |
| Imagine                                          | Denumire (lei) | Dimensiuni (mm) | Culoare principală | Avers                       | Revers                                                                    | Filigran  |
| ------------------------------------------------ | -------------- | --------------- | ------------------ | --------------------------- | ------------------------------------------------------------------------- | --------- |
|                                                  | 1              | 80×57           | purpuriu           | valoare în număr și cuvinte | valoare în număr și cuvinte, avertisment prvind falsul                    | N / A     |
| Arhivat în 9 februarie 2023, la Wayback Machine. | 6              | 97×60           | gri                | N / A                       | N / A                                                                     | N / A     |
|                                                  | 24             | 108×66          | maro               | N / A                       | valoare în număr și cuvinte, avertisment prvind falsul                    | N / A     |
|                                                  | 120            | 135×80          | albastru           | floarea soarelui            | valoare în număr și cuvinte, avertisment prvind falsul                    | N / A     |
|                                                  | 600            | 145×87          | gri-verzui         | cruce pe marginea drumului  | valoare în număr și cuvinte, avertisment prvind falsul                    | N / A     |
|                                                  | 1200           | 160×95          | maro               | ciorchini de struguri       | valoare în număr și cuvinte, avertisment privind falsul, peisaj cu un râu | N / A     |